# Van Eeghen Group
Van Eeghen Group est une entreprise néerlandaise du secteur agroalimentaire.
Fondée il y a plus de 350 ans, toujours détenue et dirigée par la famille Van Eeghen et encore en activité en 2009, sa longévité lui permet de faire partie de l'Association des Hénokiens.

## Historique
Van Eeghen Group a été fondée en 1662 par Jacob, le fils de Christian van Eeghen, lui-même fondateur en 1632 d'un négoce de toile et de laine sous l'enseigne Van Eeghen Group of Companies.

## Métiers
Van Eeghen Group transforme et commercialise tout un ensemble de produits pour l'industrie agroalimentaire tels que des graines, des plantes déshydratées, des fruits secs, des herbes aromatiques, des épices, des extraits de plantes, des additifs, des arômes de synthèse ou des antioxydants.
Son activité est répartie sur deux filiales principales, Van Eeghen International et Van Eeghen Functional Ingredients. Elle produit et vend principalement en Amérique du Nord et en Europe.